# Leleasca
Leleasca è un comune della Romania di 1 535 abitanti, ubicato nel distretto di Olt, nella regione storica della Muntenia. 
Il comune è formato dall'unione di 7 villaggi: Afumați, Greerești, Leleasca, Mierlicești, Tonești, Tufaru, Urși.